# Vive la vie de garçon
Pour plus de détails, voir Fiche technique et Distribution.

Vive la vie de garçon est un court métrage muet réalisé en 1908 par Max Linder.

## Synopsis
Agacée par la vie quotidienne avec son mari ennuyeux, une épouse retourne chez sa mère. D'abord heureux, le mari découvre bientôt que la vie quotidienne recèle bien des tracas (vaisselle, marché, cuisine, ménage...).

## Fiche technique
- Réalisation : Max Linder
- Production : Pathé
- Durée : 195 m - 9 min 52 s
- Première présentation en avril 1908

## Distribution
- Max Linder : Le mari
- (La femme)
- (La belle-mère)
- (La marchande de légumes)
- (Une connaissance dans la rue)
- (Le gamin chipeur)